# Harogolige, Tirthahalli
Harogolige là một làng thuộc tehsil Tirthahalli, huyện Shimoga, bang Karnataka, Ấn Độ.